# دانييل نوان
دانييل نوان (بالفرنسية: Daniel Noin) جغرافي فرنسي، وباحث في جغرافيا السكان، عمل أستاذا للجغرافيا بجامعة محمد الخامس في المغرب إلى حدود سنة 1973.